# 井上良二 (会計学者)
井上 良二（いのうえ りょうじ、1939年12月13日 - ）は、日本の会計学者。専門は会計学（特に財務会計論）。
静岡県榛原郡榛原町（現・牧之原市）出身。1958年静岡県立韮山高等学校卒業、1962年同志社大学商学部卒業、1970年中央大学大学院商学研究科博士課程単位取得満期退学。1980年「財務会計の基礎理論」で中央大学より商学博士の学位を取得。1967年中央大学商学部助手、1970年講師、助教授、1977年教授、1990年滋賀大学教授、1995年駿河台大学教授、1998年千葉大学法経学部教授、2002年定年退官、龍谷大学大学院教授。2005年青山学院大学大学院教授。2008年退職。1992年度～1994年度税理士試験委員、1997年度～1999年度公認会計士第二次試験委員、2003年度～2005年度公認会計士第三次試験委員。

## 著書
- 『財務会計の基礎理論』中央経済社 1979
- 『会計社会学』中央大学出版部 1984（日本会計研究学会1985年太田賞受賞）
- 『簿記会計用語辞典 わかりやすい基本用語集』税務経理協会 税理士試験・会計士試験必携　1984
- 『最新財務会計論』中央経済社 1993
- 『財務諸表論』税務経理協会 1994
- 『財務会計論』新世社 新会計学ライブラリ 1995
- 『新財務諸表論』税務経理協会 1999
- 『財務会計論』税務経理協会 2003

### 共編著・監修
- 『財務諸表論基本問題解答集』宇南山英夫共著　税務経理協会 1982
- 『税理士試験出題頻度別財務諸表論』岡田純一共著 税務経理協会 1992
- 『最新会計学用語辞典』清水啓介,和田聡,鈴木雄一郎共著 税務経理協会 1997
- 『財務会計の進展』編著 税務経理協会 1999
- 『財務諸表論の基本』監修 税務経理協会編 税務経理協会 1999
- 『制度会計の論点』編著 税務経理協会 2000
- 『財務会計論 新版 改訂版』編著 孔炳龍,市川紀子,栗原正樹, 森亮太著 税務経理協会 2014

## 論文
- <井上良二